# 源師季
源 師季（みなもと の もろすえ）は、鎌倉時代前期の公卿。村上源氏雅兼流、右少将・源定忠の子。官位は正三位・侍従・周防権守。
『尊卑分脈』には「赤松流」と注釈があり、その子孫として赤松家範・則村へと系譜が引かれていることから、播磨守護大名となった赤松氏の祖とする説がある。

## 官歴
※ 『公卿補任』、『尊卑分脈』による。
- 建久9年（1198年）1月6日、叙爵[2]
- 正治元年（1199年）12月9日、侍従
- 建仁3年（1203年）4月25日、近江守、同年10月24日には近江守を止。同日、従五位上
- 元久2年（1205年）1月20日、右少将、同年10月解任
- 承元3年（1209年）4月14日、右少将に還任
- 建暦元年（1211年）1月14日、兼備中権介
- 建暦2年（1212年）4月9日、正五位下
- 建保2年（1214年）1月5日、従四位下
- 建保5年（1217年）1月28日、左少将に転任
- 建保6年（1218年）1月13日、兼播磨介
- 承久元年（1219年）1月5日、従四位上[3]、同月22日、左中将に転任
- 承久3年（1221年）1月13日、正四位下
- 嘉禄元年（1225年）1月23日、兼美作介
- 貞永元年（1232年）1月30日、従三位
- 嘉禎2年（1236年）2月30日、侍従
- 暦仁元年（1238年）11月23日、正三位
- 仁治元年（1240年）1月22日、兼周防権守
- 寛元元年（1243年）、出家または薨去か[4]

## 系譜
- 父：源定忠
- 母：大納言藤原定能の娘
- 生母不明の子女
  - 男子：源師成
  - 男子：源師行
  - 男子：源季房（季方）
  - 女子：土御門通行室